# Ćevapi

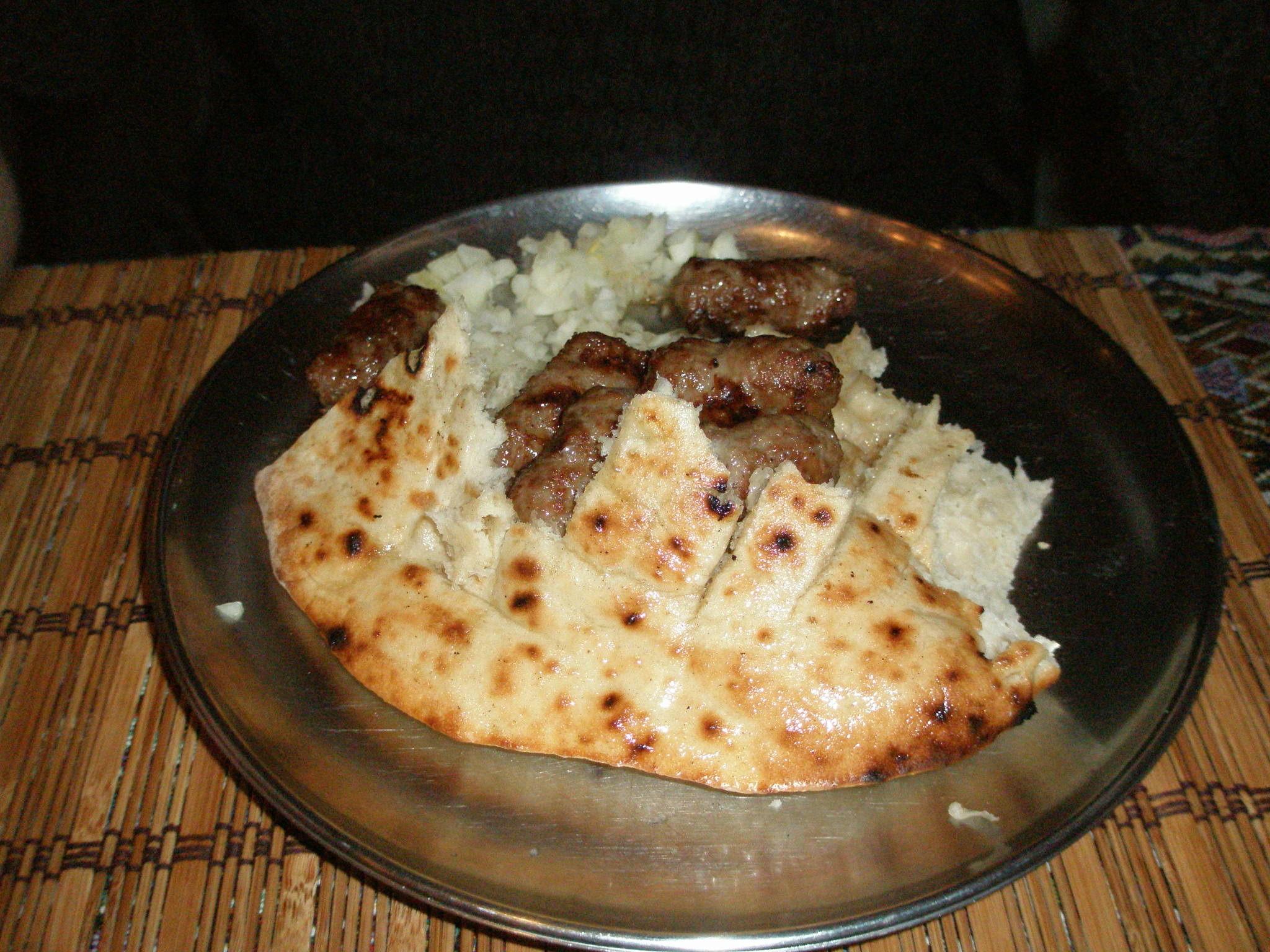
Ćevapčići servido em um "somun"

Ćevapčići (diminutivo de  Ćevapi) são espetadas de carne moída, populares desde os Balcãs até à República Checa, tendo sido consideradas o prato nacional da Bósnia e Herzegovina. Em alguns países (e mesmo na referência conseguida), a carne de porco ou a sua gordura, faz parte da receita, mas é necessário lembrar que os bósnios são muçulmanos, logo a carne de porco não é permitida. A carne moída, tradicionalmente de vaca e borrego, é misturada com cebola e alho salteados, clara de ovos, sal e paprika, e moldada em pequenas salsichas de cerca de 2,5 cm de diâmetro e 5 cm de comprimento; estas “salsichas” são guardadas cobertas na Geladeira, pelo menos durante uma hora antes de serem cozinhadas.
Os “kabobs” são preparados espetando as “salsichas” transversal, em vez de longitudinalmente e podem ser cozinhados de três maneiras diferentes: grelhados num fogo de carvão, ou no grelhador do forno, ou ainda fritos num tabuleiro com gordura, até ficarem escuros. São normalmente servidos em pão-pita ("somun", em língua bósnia) como um aperitivo, cobertos de cebola picada e acompanhados de malaguetas frescas. 